# Chigan (köpinghuvudort i Kina, Shaanxi, lat 34,71, long 108,43)
Chigan (kinesiska: 叱干, 叱干镇) är en köpinghuvudort i Kina. Den ligger i provinsen Shaanxi, i den nordvästra delen av landet, omkring 65 kilometer nordväst om provinshuvudstaden Xi'an. Antalet invånare är 28 574. Befolkningen består av 13 619 kvinnor och 14 955 män. Barn under 15 år utgör 16,0 %, vuxna 15-64 år 74 %, och äldre över 65 år 8,0 %.
Runt Chigan är det tätbefolkat, med 459 invånare per kvadratkilometer. Chigan är det största samhället i trakten. Trakten runt Chigan består till största delen av jordbruksmark.
Genomsnittlig årsnederbörd är 643 millimeter. Den regnigaste månaden är september, med i genomsnitt 150 mm nederbörd, och den torraste är december, med 1 mm nederbörd.